# Allariz
Allariz is een gemeente in de Spaanse provincie Ourense in de regio Galicië met een oppervlakte van 86 km². Allariz telt 5.982 inwoners (1 januari 2016). Het is de hoofdstad van de comarca Allariz - Maceda.
De stad wordt al in in de 11e eeuw genoemd als Alfons VI er een fort laat bouwen met een vestingmuur om de stad. Ook na Alfons VII bleef de stad de belangstelling houden van koninklijke gasten. Deze stonden in de 14 eeuw op gespannen voet met de bisschoppelijke heersers uit het nabijgelegen Ourense. Tot in de late middeleeuwen was Allariz zeer welvarend, omdat hoge edelen de plaats van de monarchen opvulden. In de Spaanse Onafhankelijkheidsoorlog heeft de stad veel geleden en werden kerken en de vestingwerken verwoest. Welvaart in de huidige tijd berust vooral op het toerisme, tevens op de linnenindustrie en leerbewerking.

## Demografische ontwikkeling

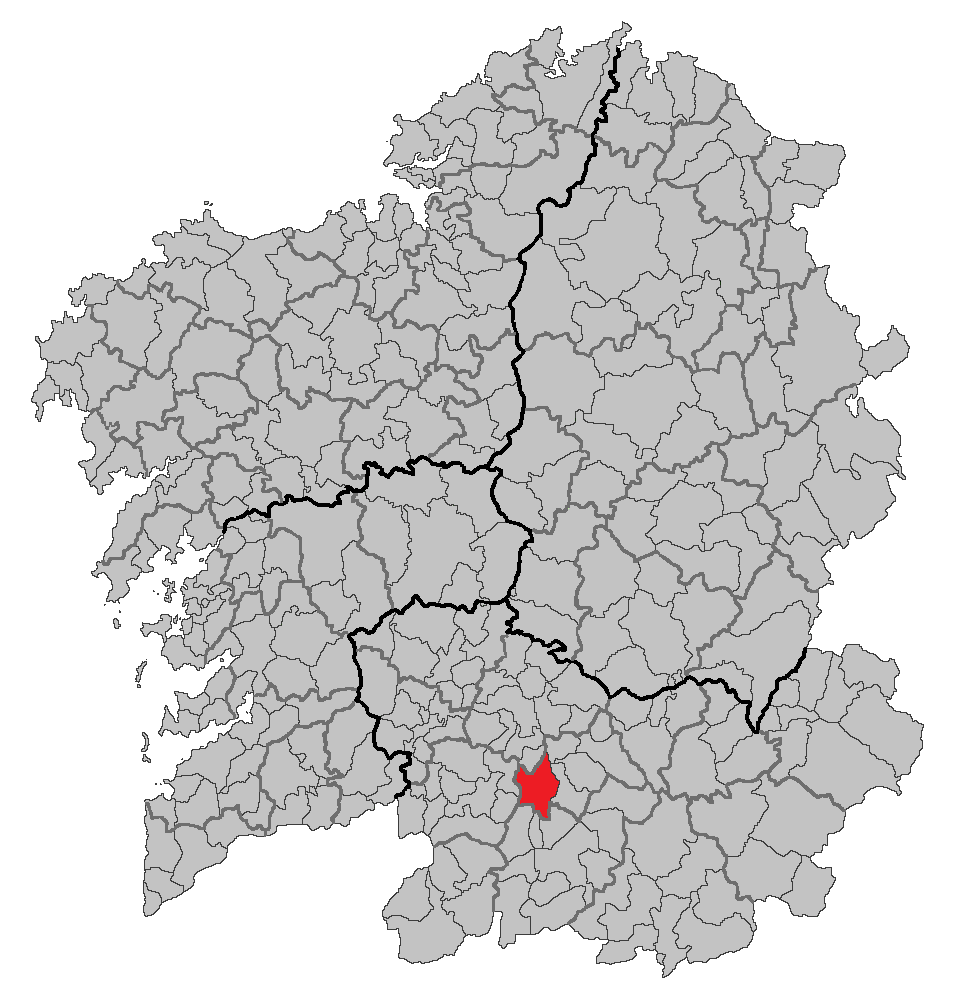
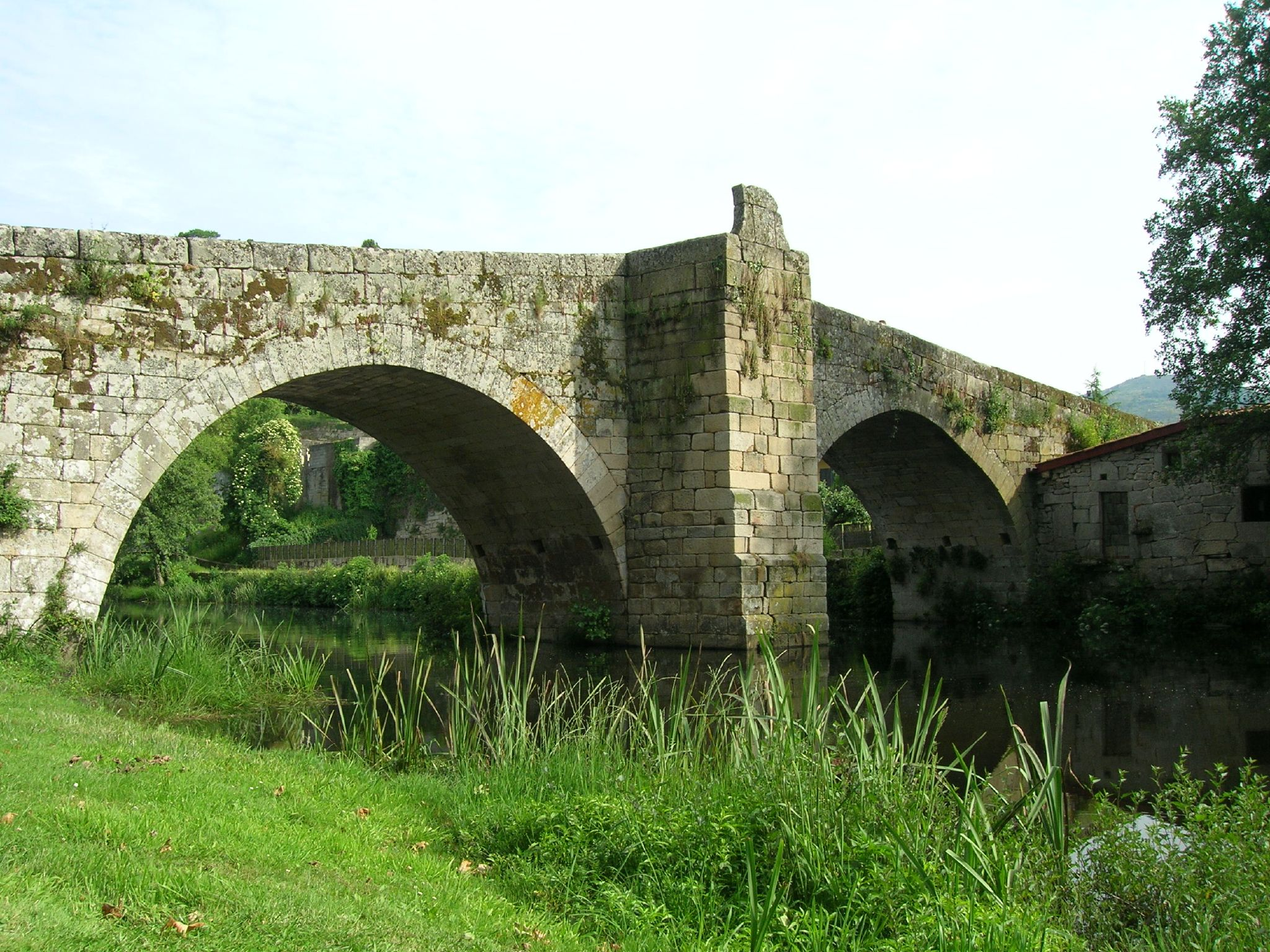
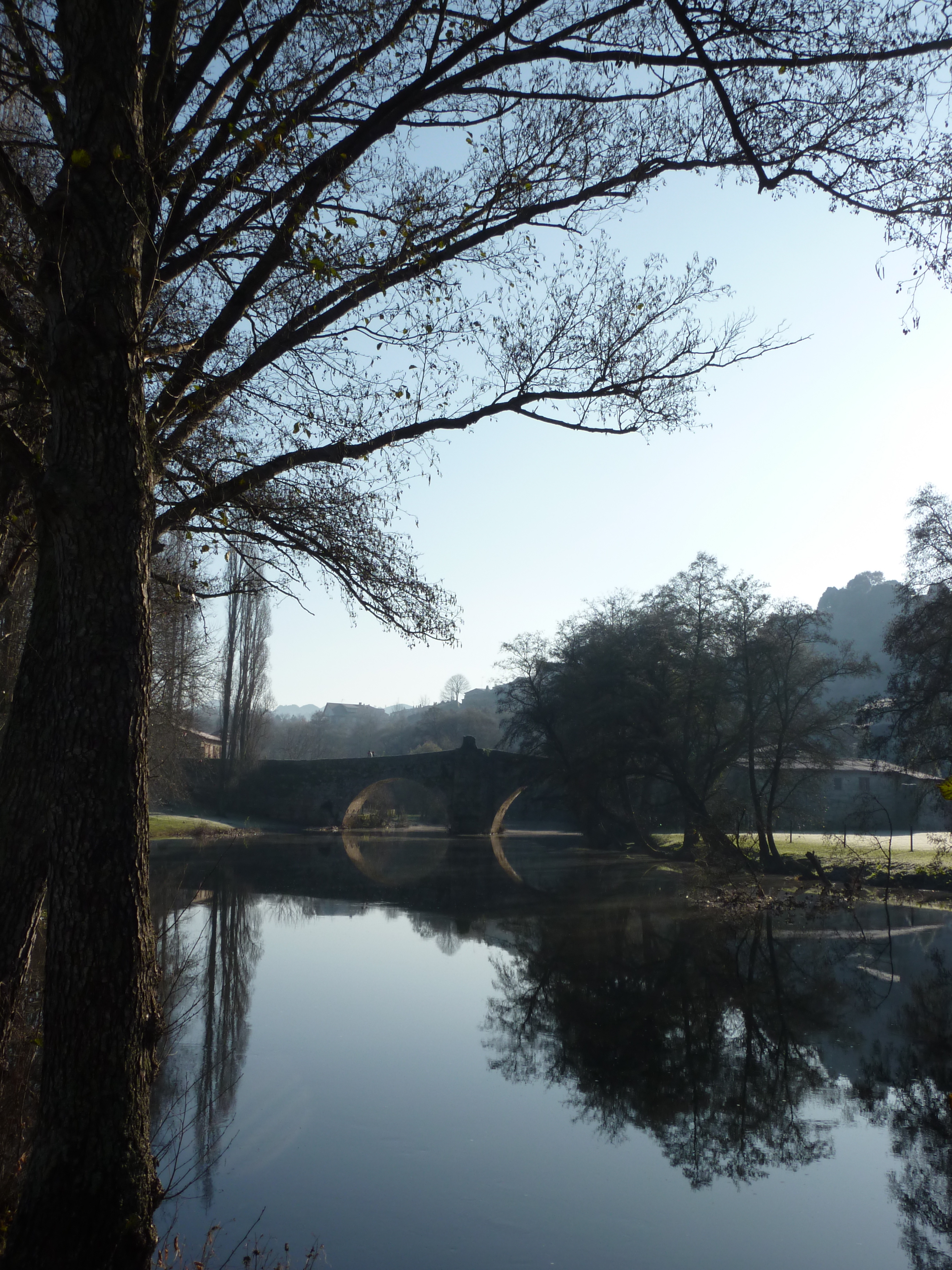
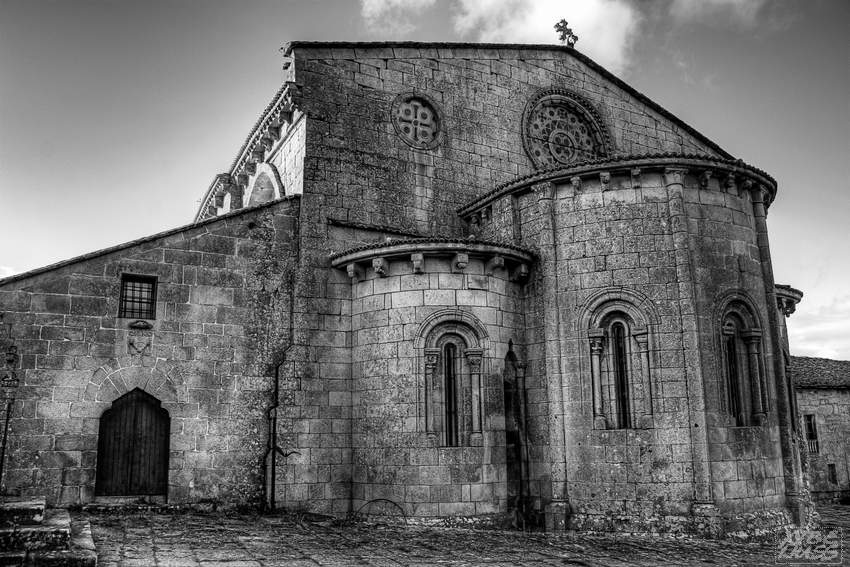
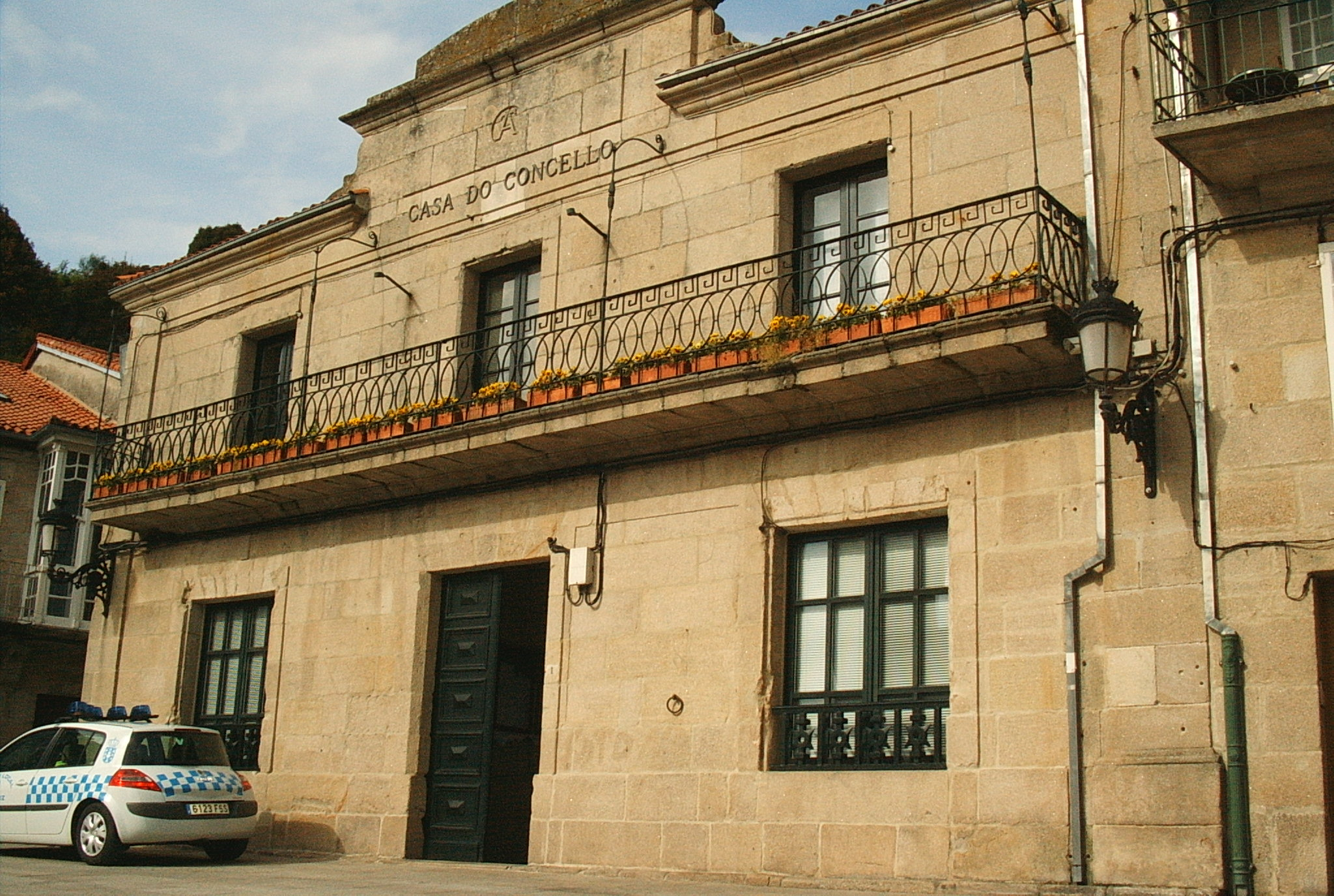

Al in de 11e eeuw had de stad een Joodse gemeenschap die er ondanks beperkende maatregelen tot aan de Spaanse Inquisitie zou blijven.
Bron: INE, 1857-2011: volkstellingen
Allariz · Amoeiro · A Arnoia · Avión · Baltar · Bande · Baños de Molgas · Barbadás · O Barco de Valdeorras · Beade · Beariz · Os Blancos · Boborás · A Bola · O Bolo · Calvos de Randín · Carballeda de Avia · Carballeda de Valdeorras · O Carballiño · Cartelle · Castrelo de Miño · Castrelo do Val · Castro Caldelas · Celanova · Cenlle · Chandrexa de Queixa · Coles · Cortegada · Cualedro · Entrimo · Esgos · Gomesende · A Gudiña · O Irixo · Larouco · Laza · Leiro · Lobeira · Lobios · Maceda · Manzaneda · Maside · Melón · A Merca · A Mezquita · Montederramo · Monterrei · Muíños · Nogueira de Ramuín · Oímbra · Ourense · Paderne de Allariz · Padrenda · Parada de Sil · O Pereiro de Aguiar · A Peroxa · Petín · Piñor · A Pobra de Trives · Pontedeva · Porqueira · Punxín · Quintela de Leirado · Rairiz de Veiga · Ramirás · Ribadavia · Riós · A Rúa · Rubiá · San Amaro · San Cibrao das Viñas · San Cristovo de Cea · San Xoán de Río · Sandiás · Sarreaus · Taboadela · A Teixeira · Toén · Trasmiras · A Veiga · Verea · Verín · Viana do Bolo · Vilamarín · Vilamartín de Valdeorras · Vilar de Barrio · Vilar de Santos · Vilardevós · Vilariño de Conso · Xinzo de Limia · Xunqueira de Ambía · Xunqueira de Espadanedo